# Taiwan
Taiwan (chineză tradițională:臺灣; chineză simplificată:台湾; pinyin: Táiwān), numit oficial Republica Chineză (chineză tradițională: 中華民國; chineză simplificată:中华民国; pinyin: Zhōnghuá Mínguó) este o țară insulară din Extremul Orient, fiind alcătuit din: insula principală Taiwan, cunoscută de-a lungul istoriei și sub denumirea lusofonică „Formosa”, Arhipelagurile Penghu, Kinmen și Matsu și niște insule și insulițe disputate din Marea Chinei de Sud. Totul se numește „zona liberă a Republicii China”. Se învecinează maritim cu: Marea Chinei de Est în nord-est, Oceanul Pacific în est, Strâmtoarea Luzon în sud, Marea Chinei de Sud în sud-vest și Strâmtoarea Taiwan/ Formosa în vest, ce desparte țara de China Continentală.

## Istorie
Cunoscută de chinezi încă din sec. 7 d.C., insula a fost populată de aceștia la începutul sec. al XVII-lea. În 1646, olandezii și spaniolii au obținut controlul asupra insulei și s-au bătut pentru ea, dar au fost îndepărtați în 1661 de către un mare val de refugiați chinezi, care au creat o entitate politică independentă, susținuți de dinastia Ming. A fost cucerită de către dinastia manciuriană în 1683, iar contactele cu europenii nu au fost restabilite până în 1858. 
În 1895 a fost cedată Japoniei în urma războiului sino-japonez. Centru militar japonez, în Al Doilea Război Mondial, a fost bombardat frecvent de către avioanele americane. După înfrângerea Japoniei, a fost retrocedată Republicii Chineze, care era guvernată pe atunci de partidul naționalist (Kuomintang). Forma republicană a Chinei datează din anul 1912, când monarhia, în frunte cu dinastia Manciu, a fost abolită. Constituția după care se ghidează Republica China e din 1946, modificată ultima oară în 2005.   
În anul 1950, ca urmare a Războiului Civil Chinez, forțele naționaliste reprezentate de partidul Kuomintang au pierdut controlul asupra Chinei continentale, având sub jurisdicția de facto doar grupul de insule Taiwan, Insulele Pescadores, Kinmen și Matsu. Totuși, guvernul Kuomintang-ului, care s-a refugiat în Taiwan, a continuat să pretindă că reprezintă întreaga națiune chineză. Taiwan a devenit reședința guvernamentală a naționaliștilor, cu generalul Jiang Jieshi ca președinte. În 1945 Republica China, pe atunci sub conducerea Kuomintang-ului, a fost unul din membrii fondatori ai Organizației Natiunilor Unite. 
În condițiile în care Republica Populară Chineză condusă de Partidul Comunist Chinez a fost boicotată de numeroase state, între 1949-1971 Republica Chineză, limitată la Taiwan, a ocupat locul de reprezentant al întregii Chine la ONU, inclusiv ca membru permanent al Consiliului de Securitate al ONU, fiind recunoscută ca atare de numeroase state. În 1971 locul său la ONU a fost luat de Republica Populară Chineză.
În anul 1954, Taiwanul a semnat un tratat de apărare reciprocă cu SUA și a primit un ajutor american pe o perioadă de aproape trei decenii, în care a cunoscut o dezvoltare economică spectaculoasă („Miracolul Taiwanez”); există investiții foarte mari făcute în China de persoane care sunt cetățeni taiwanezi deținând tehnologie, cunoscute ca persoane miliardare, având ca urmare ridicarea Chinei.
Pe plan internațional, în cursul deceniilor, cele mai multe țări au recunoscut Republica Populară Chineză drept guvern al Chinei și au rupt relațiile diplomatice oficiale cu guvernul de la Taipei. România a fost cea de-a treia țară la nivel mondial, care a recunoscut Republica Populară Chineză. În loc de Republica Chineză, a început să fie folosit în mod obișnuit denumirea de „Taiwan”, uneori „China Taipei.”
În ultima perioadă, în Taiwan a avut loc o întărire a sistemului democratic și a luat amploare o mișcare de opoziție la Kuomintang, aspirând la proclamarea oficială a independenței Taiwanului ca atare. În alegerile din 2000 a fost ales președinte al Republicii Chineze Chen Shui-bian, primul conducător care nu provenea din Kuomintang. Totuși, independența Taiwanului nu a fost proclamată oficial, deoarece Republica Populară Chineză a anunțat că în acest caz va începe un război, cât și datorită faptului că opinia publică din Taiwan asupra necesității proclamării oficiale a independenței față de Republica Populară Chineză e împărțită. De jure, insula Taiwan n-a fost niciodată separată de China, ea aparținându-i cel puțin din 1945, grație constituției sale antimaoistă. De facto însă, Taiwan-ul este un stat independent. 
Președintele actual este Tsai Ing-wen, prima femeie președinte, care a preluat funcția la 20 mai 2016.

## Geografie

### Relief
Relieful este în special muntos. Două treimi din suprafața insulei sunt acoperite de munți și dealuri, câmpia ocupând mai puțin de o treime. Principali munți sunt: Xueshan, Taidong, Zhongyang și Yushan. Partea centrală este înaltă. Vârful Yushan, cel mai înalt al insulei, are o altitudine de 3.997 m. În partea de N-V a insulei se găsește Strâmtoarea Formosa, un canal lat de 180 km, ce separă Taiwanul de China continentală. Strâmtoarea, care e hotarul neoficial între Taipei și Peking, aparține Mării Chinei de Sud și face legătura, la miazănoapte, cu Marea Chinei de Est. 

### Floră și faună
Vegetația și fauna: Pădurile acoperă aproape jumătate din insulă, în special pădurile subtropicale. Aici cresc peste 4.000 de specii de arbori. Fauna este specifică climei și vegetației.

### Climă
Clima este subtropicală. Temperaturile sunt mari, media anuală este aproximativ 22 ℃ (cu excepția munților). Insula este afectată de musoni. Zăpada cade doar la altitudini de peste 3.000 m. Partea de nord a insulei are un sezon ploios, care durează din ianuarie până la sfârșitul lunii martie. Întreaga insulă are parte de vreme caldă și umedă din iunie până în septembrie. Taifunurile sunt foarte frecvente între lunile iunie și octombrie. Părțile centrale și de sud nu au sezon ploios în timpul lunilor de iarnă.

## Demografie
Populația Republicii Taiwan este aproximativ 23.036.087 de locuitori, fiind printre statele cu cea mai mari densități din lume (640 locuitori/kmp). Populația este în general formată din chinezi han, iar 2% este formată din aborigeni. Distribuția populației este inegală. În zonele muntoase, densitatea populației este de 20 locuitori/kmp, în timp ce în orașele mari aceasta este de 4.800 locuitori/kmp.
Evoluția populației:
- 1842: 3,0 milioane
- 1905: 3,0 milioane
- 1915: 3,5 milioane
- 1925: 4,0 milioane
- 1930: 4,7 milioane
- 1935: 5,2 milioane
- 1940: 5,9 milioane
- 1949: 7,7 milioane
- 1959: 10,2 milioane
- 1969: 14,1 milioane
- 1979: 17,5 milioane
- 1989: 20,2 milioane
- 1999: 22,1 milioane
- 2009: 22,8 milioane
- 2012: 23,2 milioane

Rata natalității în prezent este extrem de mică, cu valoarea de 8,5‰ astfel încât este a II-a cea mai mică din lume după Macao. Rata mortalității este de 6,9‰ iar rata fertilității este de asemenea foarte scăzută, 1,12 copii născuți/femeie fiind a 3 cea mai mică din întreaga lume.

### Religie

#### Budism, daoism și confucianism
Religiile cu cei mai mulți adepți sunt budismul și daoismul, fiecare adoptând elemente din cealaltă religie, astfel încât linia de divizare între ele să fie fluidă. Urmașii confucianismului formează o minoritate mică.

#### Creștinism
Proporția creștinilor din populația totală a Taiwanului a fost de 3,9% conform unui recensământ din 2005. Estimările recente indică cote mai mari de patru sau mai mult de cinci la sută. Populația autohtonă a adoptat în mare parte credința creștină în ultimele decenii, care include catolici, protestanți, noi creștini apostolici și mormoni. Primele religii misionare au pătruns în secolul al XVII-lea prin olandezi și spanioli.

#### Islam
Musulmanii au existat și în Taiwan încă din secolul al XVII-lea. În Republica Chineză, în prezent, trăiesc peste 210.000 de musulmani. Aceasta corespunde cu aproximativ 0,3 la sută din populație. Acestea includ aproximativ 60.000 de musulmani indigeni (aproximativ 90% dintre ei Hui) și peste 150.000 de musulmani imigranți, în special din Indonezia (aproximativ 110.000) și din alte țări din sud-est asiatice, inclusiv Malaezia, Thailanda și Filipine.

#### Religiile aborigene
Aborigenii au fost predominant creștinați din 1960. Cu toate acestea, în multe comunități catolice, există încă șamanii bărbați și femei care își practică practicile tradiționale. Aceștia sunt consultați în special pentru boli incurabile, sentimente de vinovăție față de decedat, crize grave de familie sau pierderi. Unii dintre șamani se numesc catolici; ele conectează ideile într-un mod sincretic.

#### Iudaism
De la mijlocul secolului XX există în Taiwan, de asemenea, o comunitate evreiască. În prezent are aproximativ 400 de membri.

### Limbă
Limbile: Cea mai vorbită limbă este chineza mandarină, scrisă cu caractere tradiționale chineze. Alte limbi sinitice din familia limbilor sino-tibetane vorbite sunt Hakka și Min Nam. Dintre limbile aborigene, cele mai importante sunt Atayal, Bunun, Amis și Palwan. Aceste limbi fac parte din grupa limbilor austroneziene.
Rata de alfabetizare din Taiwan este de aproximativ 96,1%, după statisticile din 2003.
Structura pe vârste:
- 0-14 ani: 15,6% (bărbați 1,875,359/femei 1,732,007)
- 15-64 ani: 73,4% (bărbați 8,538,881/femei 8,406,716)
- peste 65 de ani: 10,9% (bărbați 1,198,591/femei 1,320,225)

## Politică

### Relațiile externe
Taiwanul este o țară insulară, cu recunoaștere restrânsă, fiind recunoscută diplomatic doar de 20 de state (Vaticanul, o parte din statele Americii Centrale etc). România și Republica Moldova nu recunosc acest stat. 
Vezi și: Politica sau principiul Chinei unice (disputa succesorală și de legitimitate între RPC – China și RC – Taiwanul) 

### Organizare administrativ-teritorială
Republica China este împărțită, din anul 2014, în 13 comitate, 6 municipii speciale, 3 orașe provinciale, în timp ce provincia Fujian este împărțită, la rândul ei, în 2 comitate.
Cele mai mari orașe, cu peste 1 milion de locuitori, sunt: Noul Taipei (3.913.595), Kaohsiung (2.773.855), Taichung (2.662.770), Taipei (2.647.122), Taoyuan (2.245.059), Tainan (1.876.706).  Capitala Taipei este al patrulea oraș, după numărul populației. 
Ideal, Taiwanul ar fi trebuit să mai aibă în componența sa regiunile autonome Hong Kong (distanța până la Taipei fiind de 811 km) și Macao (distanța până la Taipei fiind de 873 km). Așa ceva ar fi fost posibil numai dacă Marea Britanie și Portugalia și-ar fi menținut relațiile diplomatice cu această țară (ar fi recunoscut-o, mai departe, ca adevărata Chină).

## Economie

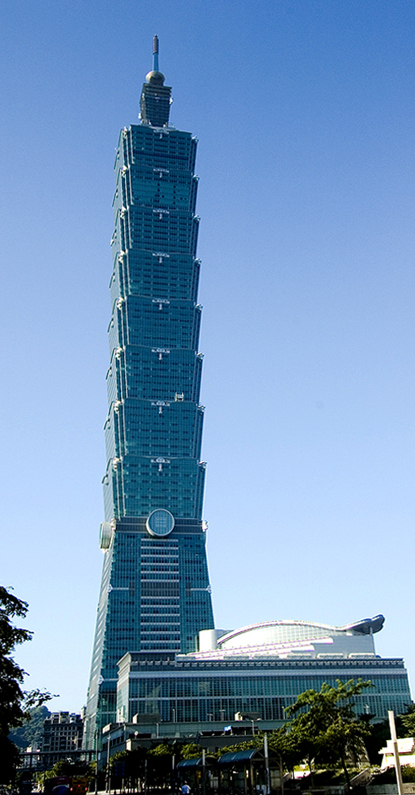
Taipei 101 este un simbol al economiei taiwaneze

După cel de al Doilea Război Mondial, Statele Unite ale Americii au sprijinit economia taiwaneză. Industria este bine dezvoltată. Principalele industrii sunt: industria constructoare de mașini, industria chimică, industria petrochimică și producția de electronice. Importantă putere industrială din zona Pacificului, cu o dezvoltare bazată pe industrie, comerț internațional și servicii. Produsele cele mai importante pentru export sunt echipamentele electronice, articolele de îmbrăcăminte, textilele, articole din plastic și echipamentele pentru transport. Printre produsele agricole exportate se numără zahărul, bananele și ceaiul. Este un important producător de filme în limba chineză, multe filme și actori din Taiwan au fost premiați la festivaluri de film internaționale. Republica China este unul dintre cei patru tigri asiatici la care se adaugă Hong Kong, Coreea de Sud și Singapore. Este una dintre cele mai dezvoltate economii din Asia, dar și din lume. Taiwanul, ca rezerve valutare, se află pe poziția a IV-a în lume, cu aproximativ 262,9 miliarde de dolari. În ultimele trei decenii, creșterea economică a Taiwanului a fost de aproximativ 8 %. Cu toate că criza economică mondială din 2009 a lovit foarte tare economia mondială, în 2010, Taiwanul a înregistrat o creștere de 10%. Forța de muncă este de 11 milioane de locuitori. Rata șomajului este de 5,2 %. Are unul dintre cele mai ridicate niveluri de trai din lume.
Sectoare economice:
-agricultura: 1,4 %
-industrie: 31,1 %
-servicii: 67,5 %

### Turism
Recent, Republica China a devenit o importantă țară turistică. Principalele obiective turistice sunt palatele și templele medievale și stațiunile balneare și litorale. În medie, anual vin circa 3 milioane de turiști străini (după statisticile din 2006).

## Știință și tehnologie
Compania producătoare de smartphone-uri, HTC Corporation (High Tech Computer Corporation) are sediul în Taiwan. Alte companii importante din Taiwan sunt: Acer, Adata, ASUS, AOC, BENQ, D-Link, Foxconn, Gigabyte, Mustek, Pegatron, QNAP, Quanta Computer, Realtek care au devenit lideri mondiali în domeniul tehnologiei și al telecomunicațiilor.

## Cultură

### Cinematografie și televiziune
Taiwan este un mare producător de filme și seriale în limba chineză. Multe filme și seriale s-au bucurat de mari succese pe plan internațional. În ultimii ani, mai multe filme și mai mulți regizori și actori din Republica Chineză (Taiwan) au reușit să obțină premii la festivaluri internaționale. Filme și seriale taiwaneze au fost difuzate în multe țări asiatice, dar și europene. Vezi lista cu filmele taivaneze cele mai reușite, financiar (al doilea tabel).

### Muzică
Muzica taiwaneză poate fi împărțită în două tipuri: muzica tradițională și muzica modernă.
Muzica taiwaneză modernă, numită C-pop (engleză: "Chinese Pop") și C-rock (engleză: "Chinese Rock") sunt genuri de muzică originale din China si Taiwan. Un subgen al genului C-pop este "Mandopop". Mulți cântăreți taiwanezi au devenit populari în Asia, Australia si Europa, printre aceștia numărându-se Jolin Tsai, Peter Ho și Jay Chou.

### Sport
Sporturile principale sunt: Karate, Judo, Fotbal și Jim Wo (sport practicat în zonele rurale).